# Романтична оријентација
Романтична оријентација означава род или пол са којим нека особа може имати романтичну везу или се заљубити у њега. Користи се уместо и поред термина сексуална оријентација, и базиран је на перспективи да је сексуална привлачност само једна компонента веће динамике. На пример, иако пансексуалну особу могу сексуално да привуку људи било ког рода, та особа би можда могла да буде предиспонована на романтичну интимност са женама.
За асексуалне људе, романтична оријентација се често сматра кориснијом мером привлачења од сексуалне оријентације.
И даље се дебатује о вези између сексуалне и романтичне привлачности, тако да њено разумевање и даље није потпуно.

## Романтични идентитети
Људи могу и не морају да ступају у чисто емотивне романтичне везе. Главни идентитети везани за ово су:
- Аромантик: Недостатак романтичне привлачности и према коме (аромантицизам).
- Хетероромантик (или хетеромантик): Романтична привлачност према особи/особама супротног рода (хетероромантицизам).
- Хоморомантик: Романтична привлачност према особи/особама истог рода (хоморомантицизам).
- Биромантик: Романтична привлачност према особи/особама два или више рода. Некада се користи на исти начин као и панромантик (биромантицизам).
- Панромантик: Романтична привлачност према особи/особама било ког, сваког и свих родова (панромантицизам).
- Демиромантик: Романтична привлачност према иједном од горе побројаних, али само након формирања дубоке емотивне везе са особом/особама (демиромантицизам).

## Веза са сексуалношћу и асексуалношћу
Импликације различитости измеђи романтичне и сексуалне оријентације нису у потпуности препознате, нити су проучаване нашироко. Чест је случај да извори описују сексуалну оријентацију тако да укључује компоненте сексуалне и романтичне привлачности. Слично томе, романтична љубав се означава као "љубав са јаким компонентама сексуалности и занесености", мада су неки извори у супротности са овом тврдњом, наводећи да сексуална и романтична привлачност нису обавезно повезане. Што се тиче асексуалности, премда асексуалци углавном не доживљавају сексуалну привлачност (види сива асексуалност), могу ипак да доживе романтичну привлачност. Лиса М. Дајмонд наводи да романтична оријентација неке особе може да се разликује од онога ко им је сескуално привлачан.
Иако је асексуалност укључена у ЛГБТ+ заједницу, и даље има места за укључење оних са различитим романтичним оријентацијама.

## Аромантицизам
Једно од својстава аромантика је да, упркос осећању мало или нимало романтичне привлачности, и даље могу да уживају у сексу. Аромантици нису обавезно неспособни за осећање љубави. На пример, могу да осећају породичну љубав или врсту платонске љубави која се испољава између пријатеља. Неки аромантици тврде да су способни да цене врсту љубави или романсе која постоји у популарној култури, као што су филмови, романтичне књиге или песме, али само у туђе име, и да не доживљавају сами та осећања интуитивно.
Неке публикације наводе да постоји недовољна заступљеност асексуалаца и аромантика у медијима и у истраживањима, и да су често несхваћени. Аромантици су понекад суочени са стигмом и сврставају их у стереотипе да су безосећајни или слуђени. За аматонормативност, концепт који уздиже романтичне изнад не-романтичних веза, тврди се да штети аромантицима. Представљање аромантика у медијима опада.
Многи аромантици су асексуални, али термин аромантик може да се користи у спрези са разним сексуалним идентитетима, као што је аромантични бисексуалац, аромантични хетеросексуалац, аромантична лезбијка, аромантични геј мушкарац или аромантични асексуалац. Ово је последице тога што се аромантицизам првенствено бави емоцијама, а не сексуалношћу или либидом. Неки активисти се залажу за укључивање аромантика у ЛГБТ заједницу.
Антоним аромантицизма је алоромантицизам, стање доживљавања романтичне љубави или романтичног привлачења према другима, док се таква особа назива алоромантиком. Неформални термин за аромантичну особу је аро. Слово "А" у проширеном ЛГБТ акрониму "LGBTQIA" може означавати асексуалности, аромантицизам и ародност.